# Strada nazionale 90
La strada nazionale 90 era una strada nazionale del Regno d'Italia, che congiungeva Canosa di Puglia a Miglionico.
Venne istituita nel 1923 con il percorso "Dalla nazionale n. 85 presso Canosa per Spinazzola a Gravina sulla nazionale n. 89 e da Altamura sulla stessa nazionale per Matera all'innesto con la nazionale n. 88 presso Miglionico".
Nel 1928, in seguito all'istituzione dell'Azienda Autonoma Statale della Strada (AASS) e alla contemporanea ridefinizione della rete stradale nazionale, il suo tracciato costituì l'intera strada statale 97 delle Murge (da Canosa di Puglia a Gravina in Puglia) e l'intera strada statale 99 di Matera (da Altamura a Miglionico).